# Osso

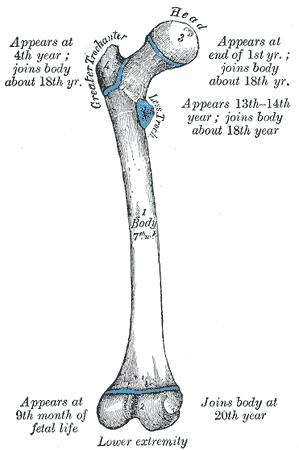
Illustrazione di un femore umano, dal Gray's.

Un osso è una parte anatomica solida dei vertebrati; l'insieme delle ossa di un dato animale ne costituisce lo scheletro. È costituito da una matrice extracellulare molto dura e compatta, mineralizzata, e da una componente di cellule, tra cui abbondano gli osteociti.

## Struttura

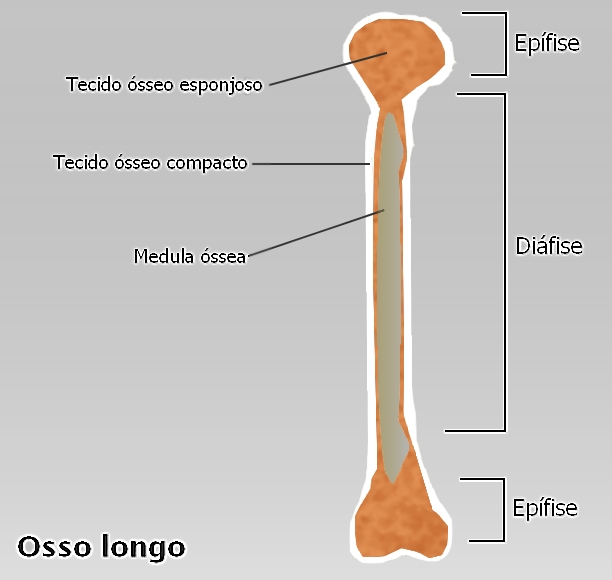

Le ossa sono costituite da tessuto osseo, un tipo di tessuto connettivo caratterizzato dalla mineralizzazione della sostanza fondamentale che presenta due tipi di struttura: una non lamellare (propria delle ossa in formazione nel feto e di quelle riparate in seguito a fratture) e una lamellare. La particolare composizione del tessuto osseo conferisce all'osso le sue caratteristiche di durezza e flessibilità (entro certi limiti): ossa sottoposte a trattamenti proteolitici finalizzati ad eliminare la componente proteica dell'osso hanno prodotto ossa molto dure ma fragili, in seguito a decalcificazione le ossa invece divenivano molto elastiche e flessibili ma poco dure. Perciò la componente proteica garantisce all'osso una buona resistenza alle sollecitazioni meccaniche, mentre la componente mineralizzata gli conferisce la caratteristica durezza.
La componente organica è costituita da collagene I, osseina e una glicoproteina chiamata osteomucoide; la componente mineralizzata che nell'adulto costituisce il 60-70% dell'intero osso è composta da fosfato di calcio (86%) in forma di cristalli di idrossiapatite, carbonato di calcio (12%), fosfato di magnesio (1,5%), fluoruro di magnesio (0,5%) e tracce di ossido di ferro. Nonostante siano in parte costituite da minerali, le ossa sono organi a tutti gli effetti: la loro parte minerale viene costantemente rinnovata da due tipi di cellule al loro interno, gli osteoclasti e gli osteoblasti, i primi liberano idrolasi acide che hanno il compito di dissociare i sali minerali e distruggere le fibre di collagene in modo da poterli riassorbire, gli osteoblasti invece sintetizzano la nuova matrice fondamentale, quando questi vengono circondati da matrice smettono di produrre matrice e prendono il nome di osteociti.
Le ossa sono dei materiali gerarchici naturali, e devono le loro proprietà alla struttura composta da elementi assemblati gerarchicamente, che conferiscono resistenza ed elasticità.
Tutte le ossa sono ricoperte da una membrana fibrosa di colore biancastro molto vascolarizzata chiamata periostio da cui partono fasci di fibre connettive (fibre di Sharpey) che si estendono in profondità ancorando il periostio all'osso. Nei punti in cui l'osso si articola con altre ossa le fibre del periostio si intrecciano con quelle della capsula sinoviale, o nelle vertebre con quelle dei dischi intervertebrali. Il periostio si interrompe anche nei punti di inserzione della muscolatura lasciando il posto ai tendini. Le cavità interne dell'osso sono ricoperte da una membrana simile al periostio chiamata endostio e contengono il midollo osseo preposto all'emopoiesi, ossia la creazione di eritrociti, leucociti e piastrine.

## Fisiologia
Negli organismi umani e animali le ossa ricoprono undici funzioni fondamentali: le più ovvie sono quelle meccaniche, ma ce ne sono altre molto importanti.

### Meccaniche
- Protettiva: alcune ossa proteggono organi interni. Per esempio il cervello è protetto dalle ossa craniche, e cuore e polmoni sono protetti dalle costole, che formano la gabbia toracica, le vertebre circondano il midollo spinale.
- Motoria: grazie ai punti di inserzione dei tendini muscolari e alle articolazioni, permettono il movimento dell'organismo nello spazio tridimensionale.
- Sensoriale: trasmettono il suono agli organi interni dell'orecchio.
- Sostenitiva: le ossa possono essere paragonate a "travi di acciaio" o di "cemento armato" che formano l'impalcatura del corpo fornendo sostegno e attacco a tutti i tessuti molli. Le ossa degli arti inferiori fungono da pilastri per il tronco nella stazione eretta, e la gabbia toracica dà sostegno alla parete del torace.[1]

### Emopoietiche
- Sintetica: il midollo delle ossa lunghe e il tessuto spugnoso delle ossa piatte contiene le cellule staminali, che generano i globuli rossi e i globuli bianchi.

### Metaboliche
- Riserva di minerali: le ossa fungono da deposito e riserva di molti sali minerali, soprattutto sali di calcio e di fosforo.
- Riserva di grassi: il midollo giallo contiene molti acidi grassi che all'occorrenza vengono prelevati dal sangue.
- Riserva di fattori di crescita: la matrice ossea mineralizzata contiene quantità importanti di molti fattori di crescita, come il fattore insulinosimile e la proteina morfogenetica delle ossa. Oltre a fungere da riserva e quindi a mantenere costante la concentrazione sanguigna di questi fattori, essi vengono liberati localmente in caso di frattura, innescando e accelerando il processo di guarigione.
- Detossificazione: la parte inorganica delle ossa può assorbire molti metalli pesanti e altri elementi estranei, togliendoli dal circolo sanguigno e riducendo quindi il loro effetto nocivo sugli altri tessuti. Questi elementi vengono poi rilasciati lentamente per escrezione.
- Equilibrio acido-base: Grazie al grande contenuto di sali minerali, l'osso funge da tampone ematico, e riequilibra le variazioni di pH del sangue assorbendo o rilasciando sali minerali e ioni.
- Secrezione endocrina: l'osso controlla il metabolismo del fosforo secernendo FGF-23, il fattore di crescita dei fibroblasti, che riduce il riassorbimento renale degli ioni fosfato. Inoltre, tramite l'osteocagina, abbassa la glicemia migliorando la sensibilità all'insulina, e riduce la crescita del tessuto adiposo.

## I tipi di ossa nel corpo umano
In base alla loro morfologia,le ossa, possono essere distinte in quattro tipi: le ossa lunghe, le ossa corte, le ossa irregolari e le ossa piatte.
- Ossa lunghe, (forma magra e lunga), composte da un corpo o diafisi e due estremità dette epifisi. Nell'infanzia e nell'adolescenza è possibile distinguere, tra epifisi e diafisi, le metafisi o cartilagini di accrescimento. All'interno della diafisi, vi è una cavità detta cavità diafisaria occupata interamente da midollo osseo giallo, per lo più adiposo, che non concorre all'emopoiesi. Le pareti della cavità sono costituite da tessuto osseo compatto. Le epifisi sono costituite da tessuto osseo spugnoso, reso più resistente da trabecole ossee. All'interno delle epifisi si trova il midollo osseo rosso, responsabile dell'emopoiesi.
- Ossa corte, forma più o meno cuboide, costituite da tessuto osseo spugnoso circondato da uno strato sottile di tessuto osseo compatto; non contengono perciò midollo osseo.
- Ossa irregolari, costituiscono raggruppamenti di ossa (vertebre, ossa facciali) con forme e dimensioni variabili; più nota è la rotula che appartiene alle ossa irregolari sesamoidi le quali si distinguono poiché sono isolate.
- Ossa piatte, costituite da uno strato di tessuto spugnoso frapposto tra 2 lamine di tessuto compatto. Il tessuto spugnoso può presentare delle lacune più grosse contenenti residui di tessuto emopoietico (zona considerata per le punture lombari). Queste ossa hanno funzione protettiva, dato che hanno lo scopo di proteggere gli organi che si trovano subito dietro di esse. Esempi di ossa piatte sono quelle del cranio, che hanno lo scopo di proteggere il cervello, oppure lo sterno per proteggere il cuore e i polmoni, o ancora l'anca e il bacino che protegge da dietro gli organi dell'apparato escretore (come ad esempio la vescica).
  - sesamoidi, appiattite, piccole e tondeggianti e si sviluppano internamente ai tendini (es. patella);
  - wormiane o suturali, appiattite, piccole e con forma indefinita, si trovano nelle linee di sutura delle ossa del cranio.

Il midollo osseo occupa il canale delle ossa lunghe e gli spazi intertrabecolari delle ossa piatte e delle epifisi. Nella fase embrionale funge da organo emopoietico ed è di colore rosso vivo. Nell'adulto, solo il midollo del tessuto spugnoso mantiene tali caratteristiche, mentre il midollo della cavità diafisaria assume un colore giallognolo perché sostituito da tessuto ricco di sostanze lipidiche.
- Negli esseri umani, un osso normale viene distrutto e ricostruito completamente ogni due mesi circa.
- Negli uccelli le ossa sono cave internamente, cioè prive di midollo, per alleggerire il più possibile lo scheletro.
- Nei Condroitti e nei Ciclostomi manca il tessuto osseo.
- Negli Olostei manca la cartilagine.

## Le ossa del corpo umano

Scheletro umano in posizione frontale.

Scheletro umano visto dal retro.

Lo scheletro di un uomo adulto conta 206 ossa e 68 articolazioni, mentre le ossa di un bambino sono di più e crescendo alcune vanno a fondersi tra di loro (per esempio le ossa del cranio, del bacino e della coccige). 
Possiamo suddividere lo scheletro del corpo umano in due grandi categorie:
- Scheletro assile (80 ossa nell'adulto)
  - Cranio (29)
  - Gabbia toracica (25)
  - Colonna vertebrale (26)
- Scheletro appendicolare (126)
  - Cintura scapolare (4)
  - Cintura pelvica (2)
  - Arti superiori (60)
  - Arti inferiori (60)

## Composizione chimica
La sostanza fondamentale delle ossa allo stato fresco è costituita da (dati forniti da Hulgen):
- sostanza inorganica, 55,28%
- sostanza organica, 27,72%
- acqua, 17%.

La sostanza organica è l'osseina; per isolarla l'osso viene trattato con un acido: le sostanze inorganiche si sciolgono, ma l'osso mantiene la sua forma primitiva.
La parte inorganica è costituita da:
- fosfato di calcio, 83,89-85,90%
- carbonato di calcio, 9,06-11,00%
- fosfato di magnesio, 1,04-1,84%
- fluoruro di calcio, 3,20-0,70%.

## Locuzioni e proverbi
- Avere le ossa dure - Resistente, avvezzo ai colpi della sorte.
- Avere le ossa rotte o peste - Essere sfiancati dopo una fatica che ha duramente provato e danneggiato
- Essere bagnato fino all'osso - Completamente bagnato.
- Essere un osso duro - Essere resistenti e tenaci alle avversità, difficili da sconfiggere
- Fare l'osso a una cosa - Abituarsi ad una situazione negativa.
- Farsi le ossa - Fare esperienza.
- Fino all'osso - Nell'intimo di una persona, profondamente.
- Mollare l'osso - Lasciare qualcosa che si tiene stretto a sé
- Ridotto all'osso - Ridotto al minimo.
- Rimetterci l'osso del collo - Subire un grave danno finanziario (oppure morire).
- Risparmiare fino all'osso - Risparmiare il massimo possibile.
- Rompere le ossa - Picchiare, colpire con violenza.
- Rompersi l'osso del collo - Cadere in modo rovinoso.
- Sputa l'osso - Confessa quanto non osi dire.